# Handel in tropisch hout in Nederland
De handel in tropisch hout is in het bosarme Nederland een bloeiende bedrijfstak. Ongeveer 3% van de totale Nederlandse houtimport bestaat uit hout en houtproducten afkomstig uit de tropen. Een groot scala aan houtverwerkende industrieën maakt gebruik van tropisch hout vanwege de bijzondere eigenschappen die veel van deze houtsoorten hebben. In de loop der jaren heeft de nationale, Europese en internationale regelgeving steeds meer invloed op de Nederlandse handel in tropisch hout gekregen.

## Geschiedenis
Na de ontdekkingsreizen en de ontwikkeling van de scheepvaart is de internationale houthandel op gang gekomen. Dat gebeurde ook in Nederland, getuige het bestaan van enkele houthandelsbedrijven van 200 jaar en ouder. Naast invoer van hout uit Europese landen kwam er een handelsstroom vanuit de tropen tot ontwikkeling. De Vereenigde Oost-Indische Compagnie (VOC) en de West-Indische Compagnie speelden daarbij een belangrijke rol. Sommige tropische houtsoorten hebben bepaalde eigenschappen waardoor ze beter en langer bestand zijn tegen het klimaat waaraan ze in Nederland worden blootgesteld. Een bekend voorbeeld is het teakhout dat erg hard is en onder water niet verrot, maar juist harder wordt, wat aantrekkelijk is voor de scheepsbouw. Later werden ook mahonie uit Zuid-Amerika, meranti en ramin (Gonystylus) uit Zuidoost-Azië, azobé en sapeli uit West-Afrika in Nederland ingevoerd. Deels wordt dit ingevoerde hout weer naar andere landen uitgevoerd.
In de jaren van de VOC werd het hout als rondhout – dat zijn hele stammen - verscheept en gebeurde de verwerking tot producten geheel in de importlanden. Deze praktijk bleef deels bestaan tot ver in de 20ste eeuw, maar de handel heeft ook een ontwikkeling doorgemaakt. In de landen van herkomst werden zagerijen gesticht die geleidelijk geavanceerder werden, zodat de import van rondhout deels kon worden vervangen door die van gezaagd hout. Het transport ging via bulkverscheping waarbij partijen hout van alle maten en lengtes door elkaar heen in het ruim van een schip werden gestapeld. Zo'n schip deed vaak verschillende exporthavens aan om volledig te kunnen worden geladen. Bij aankomst in Rotterdam (vanuit Azië) of Amsterdam (vanuit Afrika en Zuid-Amerika) werd het hout meestal bij opbod verkocht.

## Huidige situatie
De vorm van het product en de wijze van verscheping zijn geleidelijk doorontwikkeld sinds de jaren 70 van de 20e eeuw.
Allereerst hebben steeds meer tropische landen hun industrieën gestimuleerd om zelf het hout te verwerken. Hiermee beoogden ze meerwaarde te creëren en de werkgelegenheid te bevorderen. Dit ging steeds vaker gepaard met een beperking of verbod op de export van rondhout. Ook de importlanden vroegen steeds meer om hout dat al in het land van herkomst is verzaagd en gedroogd tot een bepaald vochtgehalte met vaste diktes en breedtes. In sommige houtverwerkende sectoren wordt nog wel rondhout geïmporteerd om in te kunnen springen op maatwerkprojecten. Een goed voorbeeld hiervan is de sector grond-, weg- en waterbouw. Omdat projecten in die sector zeer gespecialiseerd zijn, worden daarvoor benodigde houtsoorten als azobé, sapeli en bilinga uit Afrika en teak uit Zuidoost Azië voor een deel nog in de vorm van rondhout naar Nederland vervoerd. Dit hout wordt niet kunstmatig gedroogd vanwege het gebruik in de buitenlucht onder vaak natte omstandigheden.
Ten tweede is ook in het transport per schip verandering gekomen. Men is van bulkverscheping overgegaan naar verscheping per container. Hiervoor worden containers van 20 of 40 voet gebruikt. De containers kunnen geheel worden gevuld doordat het hout, door het toepassen van de techniek van het vingerlassen, precies op maat kan worden geleverd. Er blijven geen restruimtes over als gevolg van te kort of te krom hout. Tot 2010 kon dit alleen in Maleisië en Indonesië, maar sindsdien kunnen leveranciers in Zuid-Amerika en Afrika ook op deze manier werken.
Hoewel tropisch hout voor een aantal landen een belangrijk exportproduct is, vormt de hoeveelheid geëxporteerd hout in die landen slechts een betrekkelijk gering percentage van de totale houtkap. Voor eigen gebruik en voor de omzetting in landbouwgrond wordt een veelvoud van die hoeveelheid gekapt. Dit heeft in veel landen geleid tot ernstige ontbossing.

## Trends en ontwikkelingen
Om de toenemende druk op het bos te verminderen, is sinds het eind van de 20e eeuw steeds meer ingezet op duurzaam bosbeheer. Om dit te realiseren zijn certificeringsschema's opgezet om de duurzame herkomst van het hout door het verlenen van een keurmerk te waarborgen. Ook wordt er gezocht naar duurzame alternatieven voor tropisch hout. Voorbeelden zijn: chemisch gemodificeerd naaldhout (accoya), thermisch gemodificeerd naaldhout (via het Plato-proces), geperst bamboe en hout/kunststof-composieten. Daarnaast wordt gestreefd naar een efficiënter gebruik van hout zodat er minder afval ontstaat en wordt gekeken naar de toepasbaarheid van tot nu niet commercieel gebruikte houtsoorten.

## Internationaal en Europees overleg en regelgeving
Nederland heeft als lid van de EU te maken met de Europese regelgeving. Ook neemt Nederland op mondiaal niveau deel aan diverse mondiale overlegfora die van invloed zijn op de handel in tropisch hout. Dit is in de eerste plaats de Internationale Tropisch Hout Organisatie (ITHO of in het Engels: ITTO). Hier wordt tussen de producentenlanden en consumentenlanden overleg gevoerd over de handel in tropisch hout, en het beheer en de bescherming van bossen.
De bescherming kan vorm krijgen door het instellen van reservaten waar het bosbeheer aan regels is onderworpen. Een strengere vorm is een internationaal verbod op handel in bepaalde, met uitsterven bedreigde boomsoorten. Een dergelijk verbod kan alleen worden opgelegd in het kader van het CITES-verdrag (Convention on International Trade of Endangered Species), waarvan Nederland ook lid is.
Ook als boomsoorten minder bedreigd zijn, kan het kappen ervan in strijd zijn met de wet- en regelgeving van het land. Deze illegale houtkap veroorzaakt grote economische, maatschappelijke en ecologische schade aan bossen overal ter wereld. De Europese Unie wil voorkomen dat illegaal geoogst hout op de Europese markt wordt gebracht. Hiertoe is in 2003 het zgn. FLEGT Actieplan opgesteld (European Union Forest Law Enforcement, Governance and Trade Action Plan). Onderdeel van dit plan is de EU-Houtverordening (EUTR), die in 2013 in werking trad. Deze verordening reguleert het op de Europese markt brengen van alle hout en houtproducten, dus niet alleen van de tropen. In Nederland wordt de verordening gehandhaafd door de Nederlandse Voedsel- en Warenautoriteit (NVWA). In 2015 wordt geëvalueerd in hoeverre FLEGT en de European Union Timber Regulation (EUTR) inzake de houthandel ("EUTR,  effect hebben gehad op de handel in tropisch hout. 

## Voetnoten
1. ↑  Europese Houtverordening - wat staat er in?. Nederlandse Voedsel- en Warenautoriteit (NVWA)]. Gearchiveerd op 2 maart 2023. Geraadpleegd op 2 maart 2023.